# FineReader
FineReader ist eine proprietäre Desktop-Texterkennungssoftware der in Moskau gegründeten Firma ABBYY für Windows-Betriebssysteme und Mac OS X. Für Linux existiert eine Kommandozeilen-Version. Durch die Integration von PDF Transformer der gleichen Firma bietet FineReader Standard und Corporate für Windows seit 2017 auch PDF-Werkzeuge an. Die Entwicklung von FineReader begann Ende 1992, die Veröffentlichung der ersten Version erfolgte im Juli 1993. Versionen von FineReader gehören oft zum Lieferumfang von Scannern.

## Funktionen
Die Software bietet eine graphische Benutzeroberfläche, aus der heraus Bilder auch direkt von Scannern eingelesen und mit diversen Automatisierungsfunktionen stapelweise verarbeitet werden können. Der Benutzer kann in verschiedenen Phasen des Prozesses korrigierend eingreifen und zum Beispiel erkannte Blöcke im Seitenlayout korrigieren und unsicher erkannte Zeichen kontrollieren.
Ergebnisse können in Dateien verschiedener Formate (auch PDF und Microsoft-Office-Formate) oder direkt an Textverarbeitungs-Software ausgegeben werden. FineReader verfügt über Sprachmodelle für eine Vielzahl natürlicher und künstlicher Sprachen.
Es gab eine spezielle Version für die Erkennung deutscher Frakturschrift: FineReader XIX. Deren Entwicklung und Vertrieb sind inzwischen eingestellt, es gibt jedoch über Recognition Server sowie über die Online-Wandlung FineReader Online die Möglichkeit, Frakturtexte einzulesen. Seit Version 15 ist die Erkennung von Frakturschrift („Old German“) in Finereader PDF enthalten.